# Підкоришник гімалайський
Підкоришник гімалайський (Certhia himalayana) — вид горобцеподібних птахів родини підкоришникових (Certhidae).

## Поширення
Птах гніздиться у північних районах Індійського субконтиненту, переважно в Гімалаях, Тибеті, Гіндукуші, Памірі та Тянь-Шані. Гніздовий ареал включає Північну Індію, Непал, Південно-Західний Китай, Північний Пакистан Східний Афганістан, Таджикистан, Киргизстан. Залітні птахи трапляються в М'янмі, Ірані, Казахстані, Туркменістані та Узбекистані.

## Опис
Дрібний птах завдовжки 14 см, вагою 7,8-10,3 г. Голова закруглена на потилиці і витягнута в напрямку дзьоба. Шия коротка. Досить довгий і тонкий дзьоб, зігнутий донизу. Хвіст довгий, квадратний. Ноги міцні з довгими когтистими пальцями. 
Верх голови, спина та крила сіро-коричневі зі світлими і темними штрихами. Черево, груди, горло та нідбрівна смуга білі. На лиці є темно-коричнева маска.

## Спосіб життя
Мешкає у хвойних лісах. Трапляється поодинці або парами. Активний вдень. Живиться комахами та дрібними безхребетними, яких знаходить на стовбурах дерев, між тріщинами кори. Взимку може їсти насіння та кедрові горіхи. Сезон розмноження триває у квітні-липні. Самиця будує гніздо та насиджує яйця. У гнізді 3-7 яєць. Інкубація триває два тижні. Самець підгодовує самиці під час насиджування. Пташенята покидають гніздо через місяць після вилуплення.